# Lubymiwka (obwód ługański)
Lubymiwka (ukr. Любимівка) – osiedle typu miejskiego na Ukrainie, w obwodzie ługańskim. Liczba ludności 1 stycznia 2015 roku wynosiła 8 675 osób.

## Historia
Miejscowość założono w 1878 roku. W latach 1920–2016 osiedle typu miejskiego pod nazwą Dzerżynśkyj, nadaną na cześć Feliksa Dzierżyńskiego.
W 2013 liczyło 8691 mieszkańców.
Od 2014 roku pod kontrolą Ługańskiej Republiki Ludowej.
W maju 2016 roku Rada Najwyższa Ukrainy przemianowano miejscowość na Lubymiwka.